# Chu Ta (krater)
Chu Ta är en nedslagskrater på planeten Merkurius. Chu Ta är ungefär 100 kilometer i diameter.
1976 namngavs den efter den kinesiska konstnären Zhu Da.